# جی ایل جو
جی ایل جو (کره‌ای: 지일주؛ زادهٔ ۷ نوامبر ۱۹۸۵) بازیگر اهل کره جنوبی است.

## فیلم‌شناسی

### مجموعه تلویزیونی
| سال        | عنوان                             | نقش                | توضیحات                       |
| ---------- | --------------------------------- | ------------------ | ----------------------------- |
| ۲۰۰۸       | Sister's Inlove                   | بونگ سانگ گو       |                               |
| ۲۰۰۹       | جا میونگ گو                       | جوم سو یی          |                               |
| ۲۰۰۹– ۲۰۱۰ | کارآگاه مرموز کره‌ای جونگ یاک یونگ | سو این             |                               |
| ۲۰۱۰       | پزشکان زنان و زایمان              | سان‌بویینگ‌وا        | حضور افتخاری                  |
| ۲۰۱۲       | گلدن تایم                         | یو گانگ جین        | [ ۲ ]                         |
| ۲۰۱۳       | تی‌وی ناول: سام‌سنگ‌یی               | اوه جی سونگ        | [ ۳ ]                         |
| ۲۰۱۳       | بسکتبال                           | لی هونگ کی         | [ ۴ ]                         |
| ۲۰۱۴       | پادشاه هتل                        | جین جونگ هان       | [ ۵ ]                         |
| ۲۰۱۴– ۲۰۱۵ | هیلر                              | سو جون سوک         | [ ۶ ]                         |
| ۲۰۱۵       | گریه یک زن                        | هوانگ گیونگ ته     | [ ۷ ]                         |
| ۲۰۱۶       | محله قهرمان                       | جین وو             | [ ۸ ]                         |
| ۲۰۱۶       | دراما ورلد                        | قسمت ۵             |                               |
| ۲۰۱۶       | قمارباز سلطنتی                    | مو میونگ           | [ ۹ ]                         |
| ۲۰۱۶       | دوران جوانی                       | کو دو یونگ         | [ ۱۰ ]                        |
| ۲۰۱۶– ۲۰۱۷ | پری وزنه‌برداری کیم بوک‌جو          | جو ته کوان         | [ ۱۱ ]                        |
| ۲۰۱۷       | شریک مشکوک                        | جون سونگ هو        | حضور افتخاری، قسمت ۶          |
| ۲۰۱۷       | دمای عشق                          | کیم جون ها         | [ ۱۳ ]                        |
| ۲۰۱۷       | خانم جی یونگ فردگرا               | یون سوک            | درام ویژه دو قسمتی            |
| ۲۰۱۷       | آرگون                             | پارک نام گیو       | [ ۱۴ ]                        |
| ۲۰۱۸       | رادیو عاشقانه                     | اوه مین سو         | حضور افتخاری، قسمت ۲          |
| ۲۰۱۸       | معشوقه                            | کوان مین گیو       | [ ۱۵ ] [ ۱۶ ]                 |
| ۲۰۱۸       | پسر خوشتیپ و جونگ اوم             | صاحب کتابفروشی     | حضور افتخاری، قسمت ۵–۸        |
| ۲۰۱۸       | کشیش                              | کیم جون هو         | حضور افتخاری                  |
| ۲۰۱۹       | گو گو سونگ                        | کانگ وون هیونگ     | [ ۱۷ ]                        |
| ۲۰۱۹       | بکشش                              | یون جه هیون        |                               |
| ۲۰۱۹       | مکانی در آفتاب                    | چوی ته جون (جوانی) | حضور افتخاری، قسمت ۱–۲، ۱۷    |
| ۲۰۲۰       | سلام دراکولا                      | جونگ سو            |                               |
| ۲۰۲۰       | در خاطرت مرا پیدا کن              | جی هیون گون        |                               |
| ۲۰۲۰       | یکبار دیگر                        | چا یونگ هون        | حضور افتخاری، قسمت ۱–۲، ۴، ۴۴ |
| ۲۰۲۳       | دوره فشرده عاشقانه                | جین یی سانگ        | [ ۱۸ ]                        |